# Madone Cook
La Madone Cook  est  une Vierge à l'Enfant, une peinture à la détrempe et à l'or sur panneau (129,5 × 54,4 cm) réalisée par  Carlo Crivelli, datée de 1470 et conservée à la National Gallery of Art de Washington. C'était le compartiment central du Polyptyque de Porto San Giorgio.

## Histoire
Le panneau a été reconnu comme le compartiment central du polyptyque de Porto San Giorgio par Roberto Longhi en 1946. Il a été commandé en 1469/1470 par Giorgio, un Albanais qui avait émigré en Italie quelques années auparavant et qui était le fondateur de la noble famille Salvadori, propriétaire du polyptyque depuis des siècles.
En 1803, l'ancienne église paroissiale de Porto San Giorgio fut démolie et le polyptyque transféré à l'église de Suffragio, siège temporaire des activités liturgiques. En 1832, le tableau fut conservé dans la maison Salvadori, en attendant que la nouvelle église soit achevée. Maggiori l'a vu à cet endroit et l'a décrit, et quelques années plus tard (1834) Amico Ricci l'a vu dans la nouvelle église paroissiale, même s'il était déjà mutilé de quelques panneaux du registre supérieur. Peu de temps après, une statue de saint Georges a été placée sur l'autel et les panneaux restants du polyptyque ont été rendus à la famille. L'année suivante, en 1835, l'œuvre avait déjà été transportée à Rome et démembrée, elle fut vendue par Luigi Salvadori Paleotti au collectionneur de l'ambassade portugaise Hudson pour 90 scudi. Le prieur de la commune de Porto San Giorgio, qui a revendiqué la propriété du polyptyque, a  entamé un litige avec Salvadori, contestant l'acte de vente, qui a été résolu par un nouveau paiement de trois cents scudi. L'œuvre est passée dans la collection Ward (plus tard Dudley) où elle a été vu par Waagen et a ensuite été exposée dans l'Egyptian Hall de Londres, où Crowe et Cavalcaselle l'ont remarquée. En 1876, lors de la vente de la collection Dudley à Londres, elle a été achetée par Martin Colnaghi, puis dispersée dans différentes collections,.
Elle a fini dans la collection Cook à Richmond, d'où elle a tiré son nom Madone Cook. En 1944, elle se trouvait dans la collection Kress et de là, dans le musée américain (1952). Elle a été restaurée par Pichetto en 1938 et 1945, et par Modestini en 1959.
Le polyptyque entier a été temporairement réuni avec l'exposition monographique sur l'artiste à Venise en 1961.

## Description et style
La Vierge à l'Enfant est en majesté sur un trône monumental en pierre, aux formes de la Renaissance dérivées de la culture de Padoue, avec une calotte hémisphérique sur le cimaise, comme une niche, entourée de volutes et de représentations stylisées de dauphins en pierre. Sur le cadre court l'inscription MEMENTO MEI - MATER DEI - REGINA CELI - LETARE, tirée du psaume du jour de Pâques et faisant allusion à la prémonition du destin sacrificiel de Jésus. Derrière la tête de Marie est suspendue une branche feuillue avec des pommes juteuses, rappelant un feston, l'élément décoratif le plus typique de l'école des « squarcioneschi ». Les accoudoirs zoomorphes rappellent d'autres œuvres d'origine padouane, comme le Calliope de Cosmè Tura (1460). En bas, sur la marche, repose la couronne de Marie, en relief en pastille et une coquille peinte, un attribut marial qui l'identifiait à la nouvelle Vénus.
La figure de Marie est plus douce que celle que l'on trouve habituellement dans les œuvres des « squarcioneschi », en raison de l'influence de Fra Filippo Lippi, que Crivelli a dû observer à Padoue. Elle incline doucement la tête vers l'Enfant, le tenant sur ses genoux, et tient avec deux doigts la grosse pomme avec laquelle l'Enfant joue, allusion au fruit du péché originel. La synthèse colorée du grand manteau bleu est interrompue par l'ouverture sur la poitrine d'une robe éblouissante, ornée de broderies et de damas dorés, ainsi que de perles en relief selon la technique de la pastiglia, héritage du monde gothique tardif. L'Enfant, dont la physionomie est également fréquente dans d'autres œuvres de l'artiste, se tient debout avec une pose élégante et contrastée. L'effet délicat de transparence de la soie dans les manches de la petite robe rappelle également les Florentins.
Le fond doré, auquel l'artiste n'a presque jamais renoncé, est interrompu au centre par un drapé rouge, qui met en valeur les personnages principaux. Le sol comporte un carrelage perspectif, probablement inspirée par l'artiste après avoir vu les œuvres de Paolo Uccello à Urbino.
L'absence de rendu atmosphérique (la scène semble être sous vide, où aucun air ne circule) est compensée par le modelage subtil de la lumière et de l'ombre, issu de l'observation directe de la nature et donnant à l'ensemble un effet de splendeur métallique.

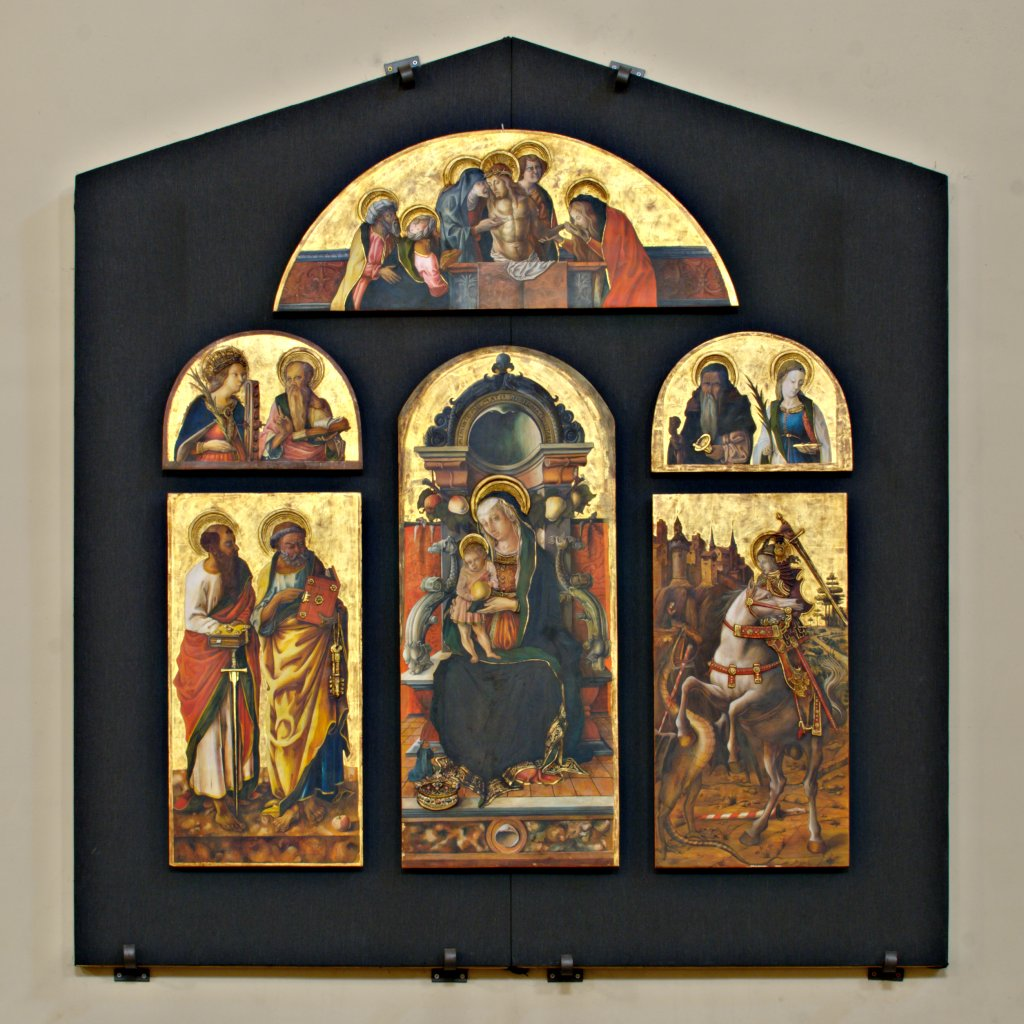
Polyptyque de Porto San Giorgio.
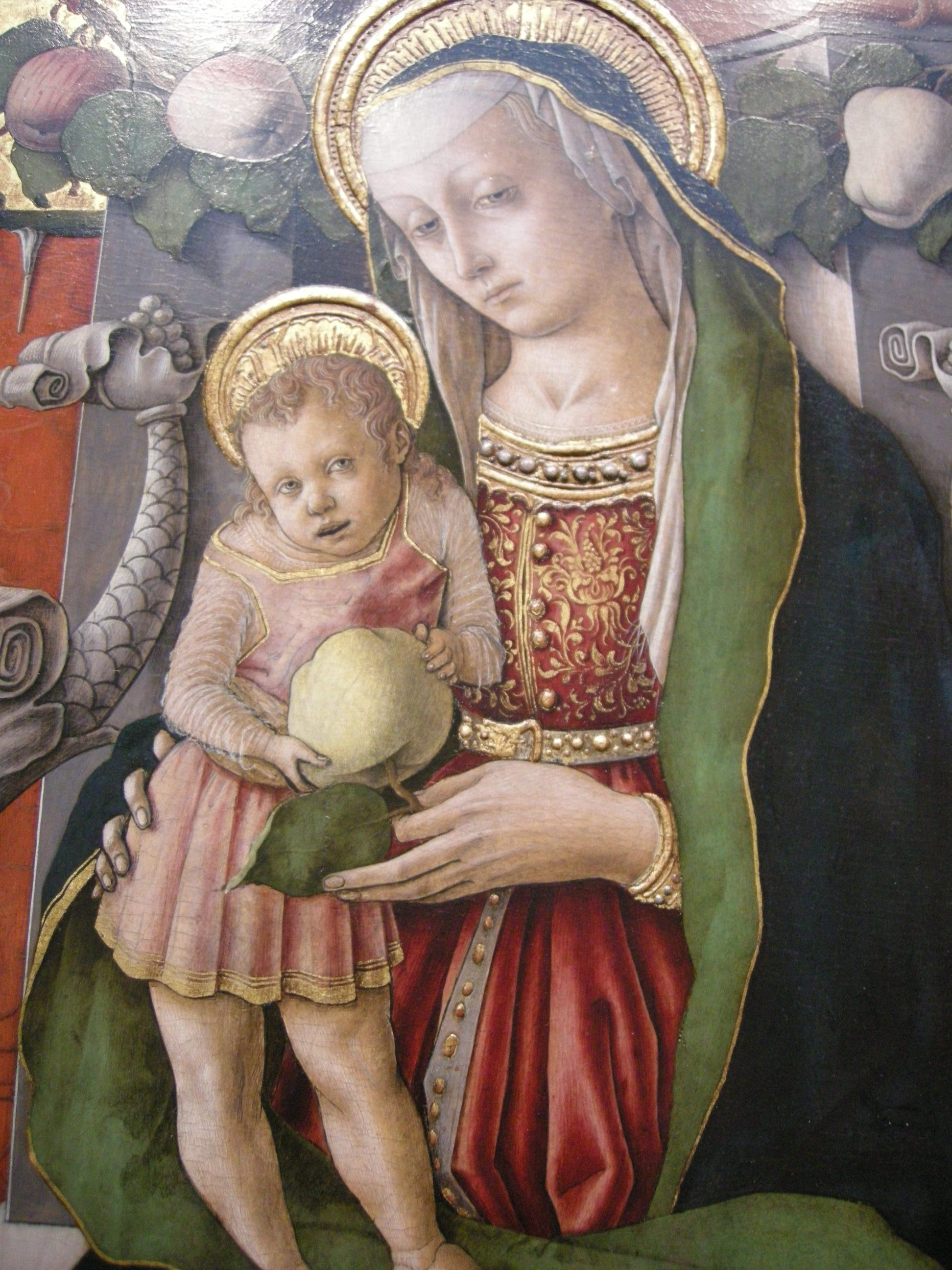
La Madone.
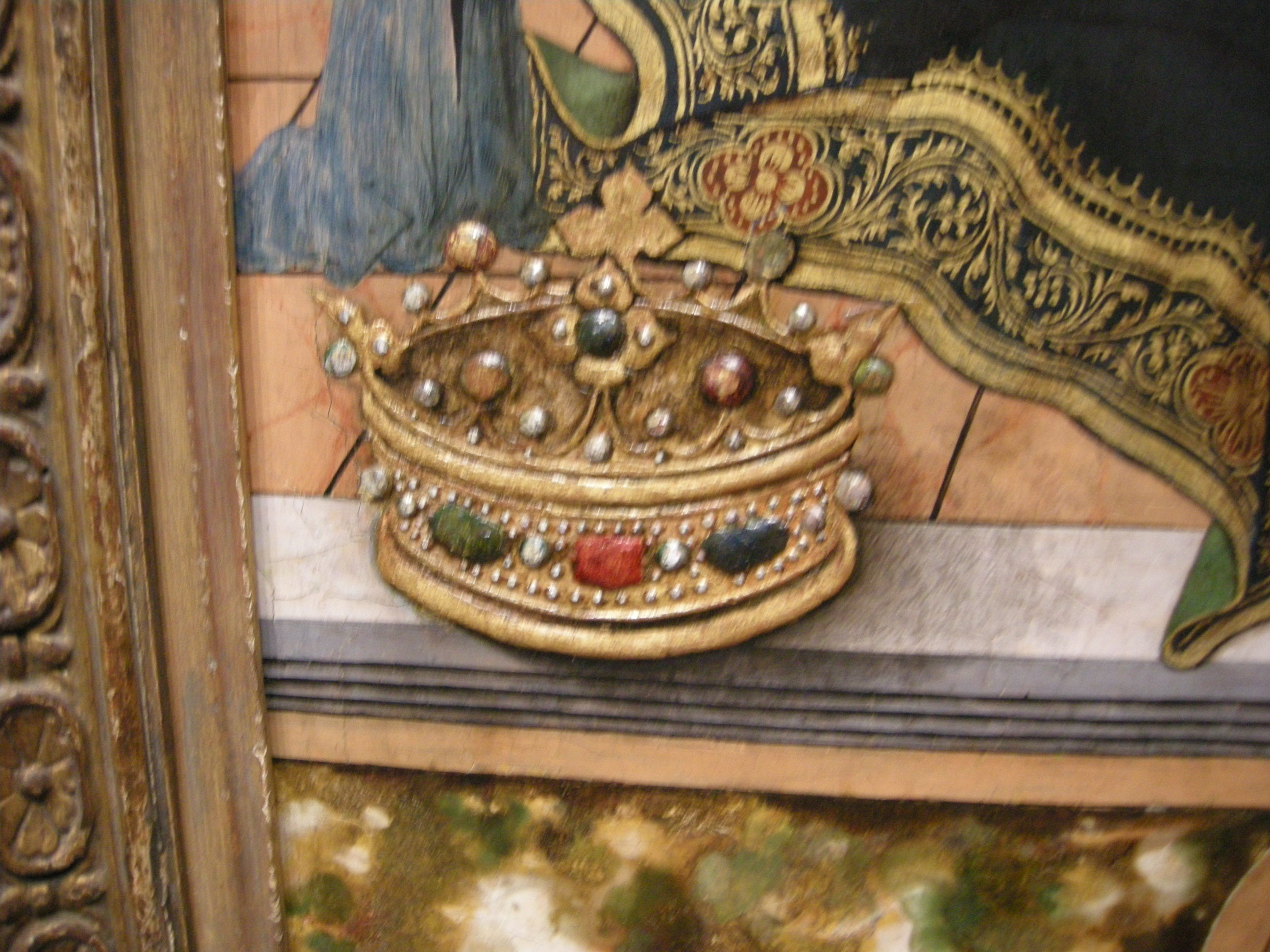
La couronne en relief.

## Source de traduction
- (it) Cet article est partiellement ou en totalité issu de l’article de Wikipédia en italien intitulé « Madonna Cook » (voir la liste des auteurs).